# Meurling
Meurling (uttalas [mörling]) är ett svenskt efternamn, som den 31 december 2013 bars av 284 personer bosatta i Sverige. Släkten härstammar från Kristdala i Småland och har tagit sitt namn efter den närliggande socknen Mörlunda.

## Personer med efternamnet Meurling
- Agnar Meurling (1879–1944), restaurangman
- Alexander Meurling (1730–1771), konstnär
- Birgitta Meurling (född 1963), etnolog
- Carl Meurling, flera personer
  - Carl Meurling (militär) (1849–1912), överste
  - Carl Meurling (ingenjör) (1876–1963), ingenjör, ämbetsman och politiker
  - Carl Meurling (konstnär) (1879–1929)
  - Carl Meurling (affärsman) (född 1974)
- Carl Olof Meurling (1927–1999), jurist
- Carl-Otto Meurling (1886–1969), företagsledare
- Charodotes Meurling (1847–1923), präst och politiker, högerman
- Claes Axel Meurling (1809–1888), överste
- Erik Meurling (1879–1961), präst
- Harald Meurling (1882–1959), teckningslärare och arkitekt
- Harry Meurling (1878–1938), filosof
- Jöns Meurling (1703–1778), präst
- Kim Meurling (1929–2005), reklamman, spexare och författare
- Mårten Meurling (1908–1990), skolledare
- Nicolaus Meurling (död 1761), präst
- Olle Meurling (1909–1936), teologistudent, Spanien-frivillig
- Olof Meurling (1658–1738), präst
- Patrick Meurling (1931–2016), zoolog, författare och spexare
- Pehr Meurling (1707–1794), präst
- Per Meurling (1906–1984), religionshistoriker, författare och litteraturkritiker
- Sten Meurling (1914–2010), läkare
- Victor Meurling (1844–1895), överstelöjtnant